# Bukowinka (Góry Kaczawskie)
Bukowinka (niem. Bauchen-Berg, 621, 618, 586 m n.p.m.) – rozległe wzniesienie o rozciągłości wschód-zachód z kilkoma kulminacjami, znajdujące się w północnej części Grzbietu Wschodniego Gór Kaczawskich, leżące na północny zachód od Przełęczy Mysłowskiej, na północny wschód od Żeleźniaka i na wschód od Marcińca. Na południe od Bukowinki położone są zabudowania górnej części Mysłowa.
Zbudowana jest ze staropaleozoicznych skał metamorficznych pochodzenia wulkanicznego – zieleńców i łupków zieleńcowych oraz pochodzenia osadowego – fyllitów, łupków serycytowych, łupków albitowo-serycytowych, tzw. łupków radzimowickich, a także marmurów (wapieni krystalicznych), tzw. wapieni wojcieszowskich. Te stare skały należące do metamorfiku kaczawskiego pocięte są żyłami karbońskich lub permskich porfirów (ryolitów) i granitów. Zarówno skały żyłowe jak i metamorficzne okruszcowane są związkami miedzi, które były podstawą górnictwa w tym rejonie. W południowej części masywu znajdują się liczne zapadliska po starych szybach, we wschodniej części – zasypane wyrobiska i hałdy po powojennych poszukiwaniach rud uranu.
Cały masyw porastają lasy mieszane, miejscami świerkowe z domieszką buka oraz liściaste – bukowe.